# Hemileuca marcata
Hemileuca marcata är en fjärilsart som beskrevs av Berthold Neumoegen 1891. Hemileuca marcata ingår i släktet Hemileuca och familjen påfågelsspinnare. Inga underarter finns listade i Catalogue of Life.